# الجبجب (الرضمة)

تعديل مصدري - تعديل

الجبجب محلة تابعة لقرية ذى اشرع، التابعة لعزلة سودان بمديرية الرضمة إحدى مديريات محافظة إب في الجمهورية اليمنية.، بلغ تعداد سكانها 27 حسب تعداد اليمن لعام 2004.